# Tom Clancy's Rainbow Six: Vegas
Tom Clancy's Rainbow Six: Vegas est un jeu de tir à la première personne tactique développé par Ubisoft Montréal et sorti en 2006 sur Xbox 360 et Windows. Les versions PlayStation Portable et PlayStation 3 sont sortis le 26 juin 2007 aux États-Unis, le 28 juin en Europe et au Japon. Le jeu est le sixième titre de la série de jeux vidéo Rainbow Six.

## Scénario
En 2010, l'équipe Alpha de la force antiterroriste Rainbow, dirigée par Logan Keller, est déployée au Mexique à la poursuite de la terroriste internationale Irena Morales. Cependant, il s'avère qu'elle est plus dangereuse qu'ils ne le pensait puisqu'elle était au courant de leur arrivée et qu'elle leur tend un embuscade, capturant les deux coéquipiers de Keller. Ce dernier les poursuit, en vain, avant de se faire évacuer. 
Exfiltré, il apprend que la menace que représente Irena est bien plus importante que tout ce qu'il aurait pu imaginer. En effet, elle a rassemblé une importante milice paramilitaire lourdement armée, comprenant terroristes et mercenaires, leur a fait franchir la frontière américano-mexicaine grâce à des passeurs, et a attaqué la ville de Las Vegas, la transformant en zone de guerre. Keller est par conséquent déployé à la tête de l'équipe Bravo pour stopper Morales et ses troupes, et retrouver par la même occasion ses coéquipiers disparus...

### Personnages
Dans cet épisode, une toute nouvelle équipe compose les Rainbows:
- Logan Keller, chef d'unité
- Gabriel Nowak, spécialiste électronique (Alpha)
- Kan Akahashi, expert en explosif (Alpha)
- Michael Walter, expert en explosif (Bravo)
- Jung Pak, spécialiste électronique (Bravo)
- Joanna Torres, officier de renseignement
- Brody Lukin, pilote

## Système de jeu

### Solo
Rainbow Six Vegas est un jeu de tir à la première personne tactique, c'est-à-dire que le jeu se déroule principalement en vue à la première personne, et non seulement on contrôle le personnage qu'on incarne mais on peut aussi donner des ordres à nos coéquipiers. Le début du jeu se déroule tout d'abord dans une ville mexicaine, puis la majeure partie prend place dans la ville de Las Vegas. On se déplace alors en hélicoptère d'une mission à une autre, dans lesquelles on sera amené à visiter bien sûr des casinos, mais aussi un restaurant chinois, la Stratosphere Tower (nommée dans le jeu : tour Vertigo), un clocher d'une ancienne église en cours de reconversion en casino/hôtel de style d'architecture gothique mais également le barrage Hoover du fleuve Colorado dernier niveau du jeu.
Concernant le contrôle de notre personnage, on peut choisir au début de chaque mission dans l'hélicoptère (avant l'insertion) notre équipement : une arme principale, une arme secondaire, une arme de poing et deux autres équipements (tels que des grenades ou autres explosifs). Chaque arme à feu peut être équipée d'un seul accessoire tel qu'un viseur point rouge, toutes sortes de lunette de visée, un pointeur laser ou encore un limiteur de recul pour les mitrailleuses légères. Le silencieux n'est pas disponible dans les accessoires mais il est à part comme expliqué plus tard. Le joueur peut aussi changer d'équipements en cours de mission, s'il trouve des caisses de ravitaillement. En termes de mouvement, le joueur peut s'accroupir, tirer, viser (zoomer), lancer une grenade à partir d'un bouton et non en le sélectionnant dans l'inventaire (bien qu'il faut choisir un type d'équipement au préalable), interagir avec certains éléments du décor (tourelle, passer au-dessus d'un obstacle, monter une échelle, ouvrir une porte... etc.), se mettre à couvert (avec une vue à la troisième personne), recharger et changer d'arme à feu (avec ce qu'il y a au sol). Il peut aussi s'équiper d'une lunette de vision nocturne qui a également une capacité de vue thermique. Une caméra-serpent lui permet de voir derrière une porte. Si l'environnement le permet, le joueur peut aussi descendre le long d'une corde rapidement, ou en rappel pour descendre le long d'un mur et faire son entrée par la fenêtre. Pour chaque arme, on peut changer sa cadence de tir (si possible), mettre ou retirer un silencieux (encore une fois si possible) et allumer ou éteindre un pointeur laser (si l'arme en est équipé), tout ça en cours de partie. Le système de santé est la régénération automatique comme dans Call of Duty 2 et Gears of War. Aussi, il n'y a pas de système de sauvegarde, mais seulement des points de passage.
Concernant maintenant le contrôle des coéquipiers, le joueur a à ses ordres deux autres agents (à part à un moment du jeu où il est contraint d'agir seul). Ils ont chacun un équipement prédéfini qu'on ne peut changer, et chaque personnage a sa propre fonction : l'un est un spécialiste en démolition et manie une mitrailleuse, l'autre est un expert en informatique et utilise un fusil d'assaut (même s'il est censé être un sniper). On peut définir les règles d'engagement, c'est-à-dire qu'on peut décider si l'équipe a le droit de tirer à vue et être plus "agressive", ou si elle ne doit que riposter en étant plus discrète (dans ce mode là, les personnages utilisent des pistolets mitrailleurs avec silencieux). On peut aussi commander le déplacement de nos coéquipiers : pour cela, on vise un endroit et on leur dit d'y aller en appuyant sur un bouton de la manette de jeu. De la même manière, on peut les faire interagir avec des objets tels que les échelles ou les portes (sauf les tourelles de mitrailleuse). Pour les portes, une fois qu'on leur demande de s'y diriger, l'équipe n'entre pas tout de suite et se prépare à côté en attendant l'ordre du joueur. Dès lors, il a trois possibilités d'ordre : faire une simple entrée, lancer une grenade à fragmentation ou faire exploser la porte (les deux derniers ordres sont différents en mode infiltration, à savoir : lancer une flashbang ou une grenade fumigène. Le joueur peut définir jusqu'à deux cibles prioritaires que les coéquipiers pilotés par un programme d'intelligence artificielle doivent éliminer en premier. Si un équipier se fait toucher trop de fois, il est blessé et à terre, nécessitant que quelqu'un (le joueur ou l'autre coéquipier, et il faut le lui ordonner dans ce cas) le réanime avec une piqûre avant qu'il ne meure et cela ne dépend que du temps restant. Si même un seul coéquipier meurt, la mission est un échec (pour la continuité de l'histoire). La réciproque n'est pas vraie, c'est-à-dire qu'on ne sera jamais blessé mais seulement tué, et dans ce cas la mission est aussi un échec.

### Multijoueur
La campagne solo peut être effectuée en coopération jusqu'à 4 joueurs. Dans ce cas, le joueur n'a pas d'IA à commander. La campagne est aussi moins narrative dans ce mode. En effet, il n'y a ni cinématiques, ni briefing durant les déplacements en hélicoptère (ce qui rend ces trajets inutiles...). On entend parfois quelques dialogues pendant les missions mais rien de plus.
En mode chasse aux terroristes effectuable tout seul ou à plusieurs (jusqu'à 4), on doit éliminer tous les terroristes présents sur une carte.
Dans les modes de jeu versus, c'est-à-dire des modes multijoueurs contre des vrais joueurs et non des IA, le joueur n'a pas d'arme secondaire dans son équipement.
En mode multijoueur, le joueur à la capacité de modifier complètement son personnage, du visage jusqu'aux vêtements. Sur consoles, il y a un système de grade qui permet de les débloquer alors que sur PC ce système est absent, et tout est disponible dès le début.

## Accueil
- Jeuxvideo.com : 17/20[1]

## Postérité
Le jeu se voit attribuer une suite directe en 2008, soit 2 ans après la sortie de ce titre :
Tom Clancy's Rainbow Six: Vegas 2
Le jeu relate les évènements qui ont précédé et succédé le premier épisode avec un autre personnage principal.

## Publicités
Le jeu Rainbow Six Vegas a aussi fait l'objet d'une énorme publicité pour Dodge et Tom Clancy's Splinter Cell : dans la deuxième mission, le joueur peut apercevoir des voitures qui sont tous signées Dodge (ex : Dodge Nitro, Avenger...). le joueur peut également observer des énormes affiches dans la ville pour les déodorants Axe. Ces affiches publicitaires sont "dynamiques", c'est-à-dire qu'avec une connexion internet, les publicités sont mises à jour.